# Saad Attiya
Saad Attiya Hafidh (26 de fevereiro de 1987) é um futebolista iraquiano que atua como defensor.

## Carreira
Saad Attiya integrou o elenco da Seleção Iraquiana de Futebol, nas Olimpíadas de 2004.